# Зайцево (Пермский край)
Зайцево — деревня в Бардымском районе Пермского края. Входит в состав Шермейской сельской территории.
По результатам переписи 2010 года численность населения составила 18 человек, в том числе 8 мужчин и 10 женщин.
В 2005 году численность населения составляла 27 человек.
Находится примерно в 19 км к востоку от центра села Барда.